# The Eye of the Storm
The Eye of the Storm är en amerikansk dokumentärfilm från 1970 i regi av William Peters. 
I filmen följer William Peters läraren Jane Elliotts pedagogiska experiment där hon belyser diskriminering genom övningen "Blå ögon-Bruna ögon", vilken hon genomför med sin tredjeklass i en skola i Riceville i Iowa. Filmen dokumenterar då Elliott genomför övningen för tredje gången.
I övningen delar Elliott upp en annars homogen grupp av grundskolebarn genom deras ögonfärg, blå eller bruna. Sedan uppmuntras den ena gruppen medan den andra får höra att de är dumma, hopplösa, ouppfostrade eller andra nedsättande ord, de får även bära en krage runt halsen samt att de inte får samma rättigheter som den första gruppen, enbart baserat på deras ögonfärg. Protesterar eleverna i den andra gruppen så tas detta enbart som ett bevis på vilka otacksamma bråkstakar de är. Detta är ett sätt att demonstrera förekomsten av fördomar och diskriminering, tänkt att undervisa eleverna om orättvisan med rasism och utvecklat som ett svar på mordet på Martin Luther King i april 1968. 
Dokumentären följdes upp av A Class Divided 1985, där bilder från Eye of the Storm varvas med nya klipp med eleverna som vuxna där de berättar om hur upplevelsen påverkat deras liv.